# Safia El Emari
Safia El Emari (em árabe egípcio:  صفية العمري), (nascida Safia Mustafa Mohamed Omari, 20 de outubro de 1949 em El-Mahalla El-Kubra) é uma atriz egípcia. Ela foi nomeada embaixadora da boa vontade das Nações Unidas em 1997, ela renunciou em 2006 em protesto contra a guerra no Líbano. Ela começou sua carreira como jornalista, depois de se formar na Faculdade de Comércio da Universidade do Cairo. Ela estudou língua russa e trabalhou como intérprete em conferências internacionais. Ela participou de muitos filmes e séries de TV egípcios.
Ela foi descoberta pelo artista Jalal Issa. Eles se casaram e têm dois filhos.

## Filmografia
- Opera Ayda (série de TV)
- Al Massir[2]
- El Mohager
- El Mowaten Masry
- Ana elli Katalt Elhanash
- Fantasmas de Sayala
- Love Also Dies
- A'la bab El wazir
- Hekaya wara kol bab (filme para TV)
- El-azab emra'a
- La waqt lil-demoue'
- Cidade jardim de Hawanem (série de TV)
- Layali El Helmeya (série de TV)